# العلاقات الأوغندية اليمنية
العلاقات الأوغندية اليمنية هي العلاقات الثنائية التي تجمع بين أوغندا واليمن.

## مقارنة بين البلدين
هذه مقارنة عامة ومرجعية للدولتين:
| وجه المقارنة                                              | أوغندا                        | اليمن                   |
| --------------------------------------------------------- | ----------------------------- | ----------------------- |
| المساحة (كم2)                                             | 241.04 ألف                    | 555.00 ألف              |
| عدد السكان (نسمة)                                         | 42.86 مليون                   | 28.25 مليون             |
| الكثافة السكانية (ن./كم²)                                 | 177.81                        | 50.9                    |
| العاصمة                                                   | كامبالا                       | صنعاء عدن (عاصمة مؤقتة) |
| اللغة الرسمية                                             | لغة إنجليزية، اللغة السواحلية | اللغة العربية           |
| العملة                                                    | شيلينغ أوغندي                 | ريال يمني               |
| الناتج المحلي الإجمالي (بليون دولار)                      | 25.89 مليار                   | 18.21 مليار             |
| الناتج المحلي الإجمالي (تعادل القوة الشرائية) بليون دولار | 72.25 مليار                   | 75.69 مليار             |
| الناتج المحلي الإجمالي الاسمي للفرد دولار أمريكي          | 705                           | 1.41 ألف                |
| الناتج المحلي الإجمالي للفرد دولار أمريكي                 | 1.77 ألف                      |                         |
| مؤشر التنمية البشرية                                      | 0.483                         | 0.498                   |
| رمز المكالمات الدولي                                      | +256                          | +967                    |
| رمز الإنترنت                                              | .ug                           | .ye                     |
| المنطقة الزمنية                                           | ت ع م+03:00                   | ت ع م+03:00             |

## منظمات دولية مشتركة
يشترك البلدان في عضوية مجموعة من المنظمات الدولية، منها:
| علم المنظمة | اسم المنظمة                               | تاريخ انضمام أوغندا | تاريخ انضمام اليمن |
| ----------- | ----------------------------------------- | ------------------- | ------------------ |
|             | يونسكو                                    | 9 نوفمبر 1962       | 2 أبريل 1962       |
|             | مؤسسة التمويل الدولية                     | 27 سبتمبر 1963      | 22 مايو 1970       |
|             | المركز الدولي لتسوية المنازعات الاستشارية | 14 أكتوبر 1966      | 20 نوفمبر 2004     |
|             | منظمة التعاون الإسلامي                    | ?                   | ?                  |
|             | منظمة حظر الأسلحة الكيميائية              | ?                   | ?                  |
|             | مؤسسة التنمية الدولية                     | 27 سبتمبر 1963      | 22 مايو 1970       |
|             | وكالة ضمان الاستثمار متعدد الأطراف        | 10 يونيو 1992       | 12 مارس 1996       |
|             | الاتحاد البريدي العالمي                   | ?                   | ?                  |
|             | الاتحاد الدولي للاتصالات                  | 8 مارس 1963         | 1931               |
|             | منظمة الشرطة الجنائية الدولية             | ?                   | ?                  |
|             | الأمم المتحدة                             | 25 أكتوبر 1962      | 30 سبتمبر 1947     |
|             | البنك الدولي للإنشاء والتعمير             | 27 سبتمبر 1963      | 3 أكتوبر 1969      |

## وصلات خارجية
- موقع وزارة الخارجية الأوغندية